# Ciak d'oro 2010
La 25ª edizione dei Ciak d'oro si è tenuta il 7 giugno 2010 presso Palazzo Valentini, sede della provincia di Roma.

## Vincitori e candidati
I vincitori sono indicati in grassetto, a seguire gli altri candidati.

### Miglior film
- Mine vaganti di Ferzan Özpetek

### Miglior regista
- Giorgio Diritti - L'uomo che verrà

### Migliore attore protagonista
- Riccardo Scamarcio - Mine vaganti

### Migliore attrice protagonista
- Alba Rohrwacher - Cosa voglio di più

### Migliore attore non protagonista
- Ennio Fantastichini - Mine vaganti
  - Giuseppe Battiston - Cosa voglio di più
  - Luca Zingaretti - Il figlio più piccolo
  - Marco Giallini - Io, loro e Lara
  - Riccardo Scamarcio - L'uomo nero

### Migliore attrice non protagonista
- Elena Sofia Ricci - Mine vaganti
  - Alba Rohrwacher - L'uomo che verrà
  - Anita Kravos - Alza la testa
  - Anna Bonaiuto - Io, loro e Lara
  - Claudia Pandolfi - La prima cosa bella

### Migliore produttore
- Simone Bachini e Giorgio Diritti - L'uomo che verrà
  - Mario Cotone - Baarìa
  - Benedetto Habib, Fabrizio Donvito e Marco Cohen - La prima cosa bella
  - Domenico Procacci - Mine vaganti
  - Mario Gianani - Vincere

### Migliore opera prima
- Susanna Nicchiarelli - Cosmonauta

### Migliore sceneggiatura
- Paolo Virzì, Francesco Bruni, Francesco Piccolo - La prima cosa bella
  - Pasquale Plastino, Carlo Verdone, Francesca Marciano - Io, loro e Lara
  - Giorgio Diritti, Giovanni Galavotti, Tania Pedroni - L'uomo che verrà
  - Ivan Cotroneo, Ferzan Özpetek - Mine vaganti
  - Marco Bellocchio, Daniela Ceselli - Vincere

### Migliore fotografia
- Daniele Ciprì - Vincere
  - Enrico Lucidi - Baarìa
  - Roberto Cimatti - L'uomo che verrà
  - Pietro Marcello - La bocca del lupo
  - Nicola Pecorini - La prima cosa bella

### Migliore sonoro
- Carlo Missidenti - L'uomo che verrà
  - Tullio Morganti, Diego Gualino - L'uomo nero
  - Alessandro Zanon, Simone Carnesecchi - La doppia ora
  - Mario Iaquone, Luigi Melchionda - La prima cosa bella
  - Gaetano Carito, Pierpaolo Merafino - Vincere

### Migliore scenografia
- Maurizio Sabatini - Baarìa
  - Rita Rabassini - Happy Family
  - Giancarlo Basili - L'uomo che verrà
  - Andrea Crisanti - Mine vaganti
  - Marco Dentici - Vincere

### Migliore montaggio
- Francesca Calvelli - Vincere
  - Massimo Fiocchi - Happy Family
  - Giorgio Diritti, Paolo Marzoni - L'uomo che verrà
  - Esmeralda Calabria - L'uomo nero
  - Simone Manetti - La prima cosa bella

### Migliore costumi
- Gabriella Pescucci - La prima cosa bella
  - Antonella Balsamo, Luigi Bonanno - Baarìa
  - Lia Francesca Morandini - L'uomo che verrà
  - Maurizio Millenotti - Tris di donne e abiti nuziali e L'uomo nero
  - Sergio Ballo - Vincere

### Migliore colonna sonora
- Rita Marcotulli, Rocco Papaleo e Max Gazzè - Basilicata coast to coast
  - Giovanni Venosta - Cosa voglio di più
  - Francesco De Luca, Alessandro Forti - Dieci inverni
  - Andrea Guerra - Genitori & figli - Agitare bene prima dell'uso
  - Carlo Crivelli - Vincere

### Miglior manifesto
- Vincere

### Migliore film straniero
- Bastardi senza gloria di Quentin Tarantino

### Ciak d'oro Mini/Skoda Bello & Invisibile
- Dieci inverni di Valerio Mieli

### Ciak d'oro alla rivelazione dell'anno
- Checco Zalone

### Super Ciak d'oro
- Stefania Sandrelli

### Ciak d'oro speciale 25 anni
- Margherita Buy e Carlo Verdone

## Ciak d'oroStile d'AttoreeStile d'Autore
- Claudia Gerini, Ferzan Özpetek, Alessandro Preziosi e Valeria Solarino

## Premio specialeAspettando il Festival
- Isabella Ragonese e Nicolas Vaporidis